# Ithomeis eulema
Ithomeis eulema is een vlindersoort uit de familie van de prachtvlinders (Riodinidae), onderfamilie Riodininae.
Ithomeis eulema werd in 1870 beschreven door Hewitson.